# 57-мм гармата QF 6-pounder Hotchkiss
57-мм гармата QF 6-pounder Hotchkiss (англ. QF 6-pounder Hotchkiss) — родина легких морських гармат часів Першої та Другої світових війн. Артилерійська система QF 6-pounder виробництва французької компанії Hotchkiss et Cie була представлена у 1885 році для захисту від нових, малих і швидкісних суден, таких як торпедні катери та пізніше підводні човни. Випускалося багато варіантів цих гармат, часто за ліцензією, довжина яких варіювалася від 40 до 58 калібрів, але найпоширенішою версією був 40 калібр. Гармати широко використовувалися військово-морськими силами багатьох країн і часто використовувалися обома сторонами в одному конфлікті.
Завдяки прогресу в мінно-торпедному озброєнні, 6-фунтові гармати швидко застаріли і були замінені гарматами більшого калібру на борту значної кількості великих військових кораблів. Це призвело до того, що їх використовували на берегу за часи Першої світової війни в ролі гармат берегової оборони, а також перші танкові гармати й зенітні гармати, як на імпровізованих, так і на спеціалізованих станках HA/LA. Під час Другої світової війни 6-фунтові гармати були повернуті на озброєння невеликих військових кораблів і на роль гармат берегової артилерії. Останніми кораблями, на борту яких були 6-фунтові кораблі, були офшорні патрульні кораблі класу «Егір» ісландської берегової охорони, які замінили їх у 1990 році 40-мм автоматичними гарматами Bofors L70.

## Кораблі, на озброєнні яких перебували гармати

### Аргентина
| - «Генерал Бельграно» - «Гарібальді» | - «Пуейрредон» - «Сан-Мартін» |

### Бразилія
- Броненосці берегової оборони типу «Деодору»
- «Альміранте Баррозо»

### Велика Британія
| - Ескадрені міноносці типу «A» - Ескадрені міноносці типу «B» - Ескадрені міноносці типу «C» - Ескадрені міноносці типу «D» - Ескадрені міноносці типу C та D - Ескадрені міноносці типу E та F - Ескадрені міноносці типу G та H | - Ескадрені міноносці типу «Дерінг» - Броненосці типу «Адмірал» - Крейсери-скаути типу «Едвенчур» - Бронепалубні крейсери типу «Аполло» - Шлюпи типу «Банфф» - Підводні човни типу «H» - Легкі крейсери типу «C» | - Броненосці типу «Центуріон» - Баштові тарани типу «Конкерор» - Броненосці типу «Девастейшн» - Лінійні крейсери типу «Індіфатігебл» - Лінійні крейсери типу «Лайон» - Монітори типу M15 - Монітори типу M29 | - Крейсери типу «Маратон» - Панцерні крейсери типу «Орландо» - Ескадрені міноносці типу «Рівер» - Пре-дредноути типу «Ройял Соверен» - Броненосці типу «Вікторія» - Панцерні крейсери типу «Ворріор» |

### Ціньський Китай
- Броненосні крейсери типу «Чжіюань»
- «Цзіньюань»

### Королівство Італія
| - Бронепалубні крейсери типу «Етна» - Крейсери типу «Гоїто» - Бронепалубні крейсери типу «Реджіоні» - Броненосні крейсери типу «Веттор Пізані» - «Емануеле Філіберто» | - «Марко Поло» - «П'ємонте» - «Калабрія» - «Догалі» - «Джованні Бозан» |

### Російська імперія (СРСР)
| - Підводні човни типу «Барс» - Підводні човни типу «Морж» - Підводні човни типу «Нарвал» - Ескадрені міноносці типу «Фінн» | - Ескадрені міноносці типу «Охотник» - Ескадрені міноносці типу «Украйна» - Ескадрені міноносці типу «Всадник» |

### Чилі
| - «Капітан Прат» - «Есмеральда» - «Міністро Зентено» | - «О'Гіґґінс» - «Пресіденте Пінто» - «Пресіденте Еррасуріс» |

## Зброя схожа за ТТХ та часом застосування
- 66-мм корабельна гармата Škoda 7
- 57-мм гармата QF 6-pounder Nordenfelt
- 47-мм гармата QF 6-pounder 10 cwt
- 50-мм корабельна гармата SK L/40
- 52-мм корабельна гармата SK L/55
- 65-мм гармата de 65 mm Modèle 1891